# Sistema verbale della lingua bulgara
I verbi bulgari sono la parte più complicata della grammatica bulgara, specialmente in comparazione con le altre lingue slave. Si coniugano secondo la persona, il numero ed in alcuni tempi il genere. Inoltre hanno due aspetti verbali (perfettivo ed imperfettivo), due voci, nove tempi, cinque modi e sei forme impersonali. Come in italiano, il soggetto può essere omesso perché le desinenze del verbo già suggeriscono la persona. Basilare è l'assenza dell'infinito, per cui la forma base è la prima persona singolare del presente.

## Coniugazioni
Ci sono tre coniugazioni, che si determinano in base alla vocale con cui termina la terza persona singolare del presente. I verbi della prima coniugazione hanno la vocale e, quelli della seconda и, e quelli della terza а o я.

## Aspetto
I verbi bulgari hanno come caratteristica lessico-morfologica fondamentale l'aspetto (вид, vid). Un verbo può essere di aspetto imperfettivo (глагол от несвършен вид, glagol ot nesvăršen vid) o di aspetto perfettivo (глагол от свършен вид, glagol ot svăršen vid). Il primo descrive azioni in corso, azioni non complete o azioni ripetute nel tempo. In tal modo un verbo italiano si traduce in bulgaro con una coppia di verbi (a volte tre, si veda sotto). I verbi perfettivi si formano generalmente dagli imperfetti attraverso prefissi o suffissi, ma solo un determinato suffisso mantiene inalterato il significato originale del verbo, mentre altri suffissi perfettivizzano il verbo ma alterandone il significato. Perciò di solito si imparano le coppie aspettuali a memoria, perché non esistono chiare regole fisse e ci sono molte irregolarità. Ad ogni modo molti verbi seguono modelli simili di perfettivizzazione:
| Perfettivo | Imperfettivo | Perfettivo | Imperfettivo | Perfettivo | Imperfettivo |
| ---------- | ------------ | ---------- | ------------ | ---------- | ------------ |
| предложа   | предлагам    | отговоря   | отговарям    | кажа       | казвам       |
| изложа     | излагам      | изговоря   | изговарям    | накажа     | наказвам     |
| сложа      | слагам       | преговоря  | преговарям   | предскажа  | предсказвам  |
| възложа    | възлагам     | договоря   | договарям    | докажа     | доказвам     |

Si noti che i verbi che compongono una coppia generalmente appartengono a diverse coniugazioni, ad esempio кажа, kaža appartiene alla prima coniugazione, mentre казвам, kazvam, alla terza.
Nel presente i verbi perfettivi non possono esistere indipendenti in una frase principale, ma solo in una subordinata.

### Verbi imperfettivi secondari
Raramente quando un verbo perfettivo viene formato da un imperfettivo per mezzo di un prefisso (ancora più raramente con l'uso di un suffisso), questo verbo può essere trasformato ancora in imperfettivo per mezzo di un suffisso. Il verbo risultante si chiama verbo imperfettivo secondario (вторичен несвършен глагол, vtoričen nesvăršen glagol). Eccone alcuni esempi:
| Verbo imperfettivo iniziale | Verbo perfettivo | Verbo imperfettivo secondario | Significato |
| --------------------------- | ---------------- | ----------------------------- | ----------- |
| мета                        | измета           | измитам                       | spazzare    |
| вадя                        | извадя           | изваждам                      | estrarre    |
| лъжа                        | излъжа           | излъгвам                      | mentire     |
| мажа                        | намажа           | намазвам                      | ungere      |
| уча                         | науча            | научавам                      | studiare    |
| пиша                        | напиша           | написвам                      | scrivere    |
| чета                        | прочета          | прочитам                      | leggere     |
| мърдам                      | мръдна           | мръдвам                       | muovere     |
| топя                        | топна            | топвам                        | fondere     |

In italiano non c'è nessuna differenza tra i tre tipi di verbi (sono tutti tradotti con un solo verbo), ma c'è in bulgaro. I verbi del primo tipo descrivono azioni incomplete (ad esempio il verbo мета si può tradurre anche come sto spazzando), i verbi del secondo tipo descrivono azioni complete, intere. I verbi del terzo tipo sono una combinazione dei primi due tipi. Anche se sono imperfettivi preservano il significato di azione completa, perfettiva, ma hanno una forma imperfettiva nel caso gli usi grammaticali lo richiedano.
I verbi imperfettivi secondari vengono usati nei casi in cui è scorretto grammaticalmente usare verbi perfettivi (ci sono tempi in cui un verbo perfettivo non può esistere indipendente in una frase principale), ma se ne vuole conservare intatto il significato o quando l'azione viene compiuta ma ripetutamente. Si veda sotto.

### Verbi imperfettivi, perfettivi e imperfettivi secondari a confronto
Gerundio
- verbo imperfettivo: Четейки книгата, срещнах непозната дума = "Leggendo (mentre leggevo) il libro, ho incontrato una parola che non conoscevo" (in un momento dell'azione ho incontrato quella data parola)
- verbo perfettivo: non può avere il gerundio
- verbo imperfettivo secondario: Прочитайки книгата, научих много нови неща = "Leggendo (avendo finito di leggere) il libro, ho imparato molte cose nuove" (durante l'intera azione e avendola conclusa, ho imparato molto)

Presente
- verbo imperfettivo: 
  - Чета книга = "Leggo un libro, sto leggendo un libro" (azione non completa, in svolgimento)
  - Когато чета книга, се удремвам = "Quando leggo un libro, mi addormento" (Durante lo svolgimento dell'azione; azione incompleta)
  - Всеки ден чета книга = "Ogni giorno leggo un libro" (Non significa necessariamente che il libro venga finito; azione ripetitiva incompleta)
- verbo perfettivo: Когато прочета книгата, ще ти я върна = "Quando finisco di leggere il libro, te lo renderò" (solo quando il libro sarà terminato; azione completa)
- verbo imperfettivo secondario: Всеки ден прочитам една книга = "Leggo un intero libro tutti i giorni" (Comincio e finisco un libro ogni giorno; azione ripetitiva completa)

Imperfetto
- verbo imperfettivo:
  - Четях книга = "Leggevo un libro" (ma l'azione non era finita al momento)
  - Когато четях книгата, телефонът звънна = "Mentre leggevo il libro, suonò il telefonò" (azione in svolgimento, incompleta)
  - Всеки ден четях книга = "Ogni giorno leggevo un libro" (non un libro intero, azione reiterata incompleta)
- verbo perfettivo: Щом прочетях нова книга, започвах да се хваля всекиму = "Appena finivo di leggere un libro nuovo, cominciavo a vantarmene con chiunque" (azione reiterata completa, il verbo può trovarsi solo in frasi subordinate)
- verbo imperfettivo secondario: Всеки ден прочитах една книга = "Leggevo un libro nuovo ogni giorno" (ogni giorno il libro veniva completato; azione reiterata completa, il verbo può trovarsi anche nella proposizione principale)

Aoristo
- verbo imperfettivo: Вчера четох една книга = "Ieri ho letto un libro" (ma non l'ho finito; azione incompleta)
- verbo perfettivo: Вчера прочетох енда книга = "Ieri ho letto un libro (fino alla fine; azione completa)
- verbo imperfettivo secondario: identico all'imperfetto

Futuro
- verbo imperfettivo:
  - Ще чета книгата = "Leggerò il libro" (ma non necessariamente tutto; azione incompleta)
  - Всеки ден ще чета книгата = "Leggerò il libro ogni giorno" (ma non necessariamente tutto; azione incompleta reiterata)
- verbo perfettivo: Ще прочета книгата = "Leggerò il libro (comincerò e lo finirò in una volta sola; azione singola completa)
- verbo imperfettivo secondario: Ще прочитам книгата всеки ден = "Leggerò il libro ogni giorno" (comincerò e lo finirò ogni giorno; azione completa reiterata)

## Tempi

### Presente
Il tempo presente (сегашно време, segašno vreme) si usa per:
- descrivere un'azione che sta avvenendo nel momento in cui si parla;
- parlare di qualcosa che è sempre vero;
- parlare di abitudini o cose che accadono regolarmente;

I verbi del presente formano il presente a seconda della coniugazione a cui appartengono. Prendono le seguenti desinenze personali:
| Desinenze personali | Desinenze personali | Desinenze personali | Desinenze personali | Desinenze personali | Desinenze personali | Desinenze personali |
| Persona             | 1° coniugazione     | 1° coniugazione     | 2° coniugazione     | 2° coniugazione     | 3° coniugazione     | 3° coniugazione     |
| Persona             | Singolare           | Plurale             | Singolare           | Plurale             | Singolare           | Plurale             |
| ------------------- | ------------------- | ------------------- | ------------------- | ------------------- | ------------------- | ------------------- |
| 1°                  | -а                  | -ем                 | -я/а                | -им                 | -ам                 | -аме                |
| 2°                  | -еш                 | -ете                | -иш                 | -ите                | -аш                 | -ате                |
| 3°                  | -е                  | -ат                 | -и                  | -ят/ат              | -а                  | -ат                 |

Nonostante i verbi perfettivi possiedano la forma di presente, questa non può essere usata al presente nelle proposizioni principali, ma solo nelle subordinate, generalmente accompagnate dalla particella да.

#### Differenze tra ortografia e pronuncia
Nonostante i verbi della prima e della seconda coniugazione terminano alla prima persona singolare in -а/я, e alla terza persona plurale in -ат/ят, queste desinenze non vengono pronunciate а/йа(/a/, /ja/) ed ат/йат (/at/, /jat/), ma come se fossero ъ/йъ (/ɤ/, /jɤ/) and ът/йът (/ɤt/, /jɤt/). Ciò non riguarda invece la terza coniugazione.
| чета четат   | четъ четът     |
| играя играят | играйъ играйът |
| летя летят   | летьъ летьът   |
| мълча мълчат | мълчъ мълчът   |

### Imperfetto
Il tempo imperfetto (минало несвършено време, minalo nesvăršeno vreme) viene usato per parlare di una situazione temporanea che esisteva in un particolare momento del passato. Esprime anche azioni passate, frequentim ripetute, permanenti o sempre vere, esattamente come l'imperfetto italiano. L'uso più comune è di fornire uno sfondo ad altre azioni generalmente espresse dall'aoristo. In questo caso indica che l'azione era cominciata e si trovava in svolgimento mentre l'altra azione accadeva. 
Sia i verbi imperfettivi che quelli perfettivi possiedono l'imperfetto, ma questo tempo si forma prevalentemente dai verbi imperfettivi.
Le desinenze personali dell'imperfetto sono queste, per tutte le declinazioni:
| Desinenze personali imperfetto | Desinenze personali imperfetto | Desinenze personali imperfetto |
| Persona                        | Numero                         | Numero                         |
| Persona                        | Singolare                      | Plurale                        |
| ------------------------------ | ------------------------------ | ------------------------------ |
| 1°                             | -х                             | -хме                           |
| 2°                             | -ше                            | -хте                           |
| 3°                             | -ше                            | -ха                            |

Queste desinenze vengono aggiunte alla radice più una vocale tipica dell'imperfetto. Si veda il paradigma del verbo bulgaro per la coniugazione completa.

### Aoristo
L'aoristo (минало свършено време, minalo svăršeno vreme) esprime un'azione che è accaduta in uno specifico momento nel passato. Sia i verbi perfettivi che gli imperfettivi hanno questo tempo, ma si forma prevalentemente dai perfettivi.
Le desinenze personali dell'imperfetto sono queste, per tutte le declinazioni:
| Desinenze personali Aoristo | Desinenze personali Aoristo | Desinenze personali Aoristo |
| Persona                     | Numero                      | Numero                      |
| Persona                     | Singolare                   | Plurale                     |
| --------------------------- | --------------------------- | --------------------------- |
| 1°                          | -х                          | -хме                        |
| 2°                          | -                           | -хте                        |
| 3°                          | -                           | -ха                         |

#### Verbi perfettivi ed imperfettivi
Anche se sia i verbi perfettivi sia gli imperfettivi possiedono un tempo aoristo, c'è una differenza nel significato che prende:
| Imperfettivo           | Significato                                 | Perfettivo                | Significato                           |
| ---------------------- | ------------------------------------------- | ------------------------- | ------------------------------------- |
| Вчера четох една книга | Ieri ho letto un libro (ma non l'ho finito) | Вчера прочетох една книга | Ieri ho letto un libro (l'ho finito). |

### Imperfetto ed aoristo
Generalmente la differenza tra i due tempi è estremamente chiara: 
- l'imperfetto viene usato per le abitudini, azioni o situazioni sempre vere, azioni che si ripetono più volte o come sfondo per altre azioni.
- l'aoristo viene usato per azioni singole che hanno un inizio e una fine.

Tuttavia i verbi imperfettivi sia all'imperfetto, sia all'aoristo esprimono azioni che hanno lunga durata e perciò entrambi i tempi possono essere usati per esprimere un'azione accaduta allo stesso tempo di un'altra. Bisogna ricordare che l'aoristo esprime azione iniziate e finite (come il passato prossimo, o il passato remoto italiano), e l'imperfetto azioni in svolgimento (come l'imperfetto italiano). Si comparino le frasi (contengono il verbo imperfettivo играя che esprime un'azione di una certa durata, ma a seconda del tempo le frasi hanno differente significato): 
| Frase                                                           | Significato |
| --------------------------------------------------------------- | --- |
| Докато децата играеха навън, едно от тях си счупи крака.        | Mentre i bambini giocavano fuori, uno di loro si è rotto una gamba. (играеха è all'imperfetto счупи è un verbo perfettivo all'aoristo. Ciò significa che in un momento dell'azione del gioco, il bambino si è rotto la gamba |
| Децата си прекараха чудесно, докато играха навън.               | I bambini si sono divertiti moltissimo, mentre giocavano fuori. Traduzione letterale: I bambini si sono divertiti moltissimo, mentre hanno giocato fuori. (прекараха è un verbo perfettivo all'aoristo ed играха è all'aoristo. Poiché играха non è all'imperfetto la frase significa che i bambini si sono divertiti lungo tutto il tempo del gioco, non in un singolo momento) |
| Децата играха навън, докато не заваля.                          | I bambini hanno giocato fuori, finché non ha cominciato a piovere. (L'azione è finita, quindi играха è all'aoristo, non all'imperfetto) |
| Децата играеха навън. Изведнъж заваля, но продължиха да играят. | I bambini giocavano fuori. All'improvviso cominciò a piovere, ma continuarono a giocare. (L'azione non è finita e perciò играеха non può essere all'aoristo) |

### Perfetto
Il tempo perfetto (минало неопределено време, minalo neopredeleno vreme) esprime un'azione accaduta nel passato, ma senza specificare il preciso momento, che non è noto o non è rilevante (in contrasto con l'aoristo). L'importante è il risultato dell'azione, visibile nel presente, e perciò vengono usati soprattutto verbi perfettivi nella formazione del tempo, secondo gli stessi criteri di scelta dell'aoristo. La differenza è difficilmente comprensibile per un italiano, poiché il risultato dell'azione è poco importante nel sistema temporale della lingua italiana.
Il perfetto viene composto dal verbo ausiliare съм, coniugato al presente, e dal participio aoristo attivo del verbo principale. Bisogna quindi tenere di conto non solo della persona, ma anche del genere grammaticale del soggetto (come succede a volte nel passato prossimo italiano). In altre parole, il participio si accorda per genere e numero con il soggetto. La posizione dell'ausiliare съм è soggetta a varie leggi accentuali.
Esempio: (чета, leggere):
| Perfetto  | Perfetto   | Perfetto   | Perfetto   | Perfetto   | Perfetto   | Perfetto   | Perfetto   | Perfetto   | Perfetto   |
| Numero    | 1° persona | 1° persona | 1° persona | 2° persona | 2° persona | 2° persona | 3° persona | 3° persona | 3° persona |
| Numero    | Maschile   | Femminile  | Neutro     | Maschile   | Femminile  | Neutro     | Maschile   | Femminile  | Neutro     |
| --------- | ---------- | ---------- | ---------- | ---------- | ---------- | ---------- | ---------- | ---------- | ---------- |
| Singolare | чел съм    | чела съм   | чело съм   | чел си     | чела си    | чело си    | чел е      | чела е     | чело е     |
| Plurale   | чели сме   | чели сме   | чели сме   | чели сте   | чели сте   | чели сте   | чели са    | чели са    | чели са    |

Raramente il perfetto può essere usato anche quando il momento dell'azione è reso noto. In tali casi si vuole enfatizzare il risultato dell'azione:
- Снощи до два часа съм гледал телевизя и тази сутрин съм станал в шест, затова съм изключително изтощен. = "Ieri sera fino alle due ho guardato la televisione e stamani mi sono alzato alle sei, perciò sono completamente esausto."

#### Perfetto ed aoristo
La differenza tra i due tempi non è facilmente comprensibile per un italiano. Entrambi si possono tradurre con il passato prossimo o con il passato remoto. Il perfetto esprime soprattutto il risultato dell'azione compiuta, mentre l'aoristo è un tempo passato legato ad azioni il cui risultato non è rilevante. In genere l'aoristo è un tempo per narrare le azioni passate (generalmente le proprie, o a cui si è stati testimoni), concluse e senza un legame chiaro col presente. Il perfetto invece presuppone un legame con la situazione del presente, che sia il risultato dell'azione conclusa. Inoltre può presuppore la non presenza del parlante all'azione.
| Frase                          | Significato |
| ------------------------------ | --- |
| Какво направи (ти)?            | Che cosa hai fatto? - La domanda implica un semplice interesse verso l'azione compiuta in passato, senza un riferimento al suo risultato. Si chiedono semplicemente le azioni che ha compiuto.                                                                      |
| Какво си направил?             | Che cosa hai fatto? - La domanda implica un interesse verso il risultato dell'azione, come per chiedere spiegazione della situazione attuale, ad esempio la domanda può essere posta a qualcuno che ha rotto qualcosa, e si stanno osservando i resti dell'oggetto. |
| Влакът пристигна на гарата.    | Il treno è arrivato in stazione - Il treno è giunto nella stazione, e il parlante era presente all'arrivo, e racconta il momento dell'arrivo. |
| Влакът е пристигнал на гарата. | Il treno è arrivato in stazione - Il parlante si trova alla stazione ed il treno al momento è fermo al binario. Alternativamente il parlante ha trovato il treno al binario della stazione e capisce che in precedenza il treno ha raggiunto la stazione.           |

### Piuccheperfetto
Il tempo piuccheperfetto (минало предварително време, minalo predvaritelno vreme) esprime un'azione che è accaduta prima di un'altra azione passata. Si costruisce con le forme passate del verbo ausiliare съм ed il participio aoristo attivo. Allo stesso modo del perfetto il participio si accorda anche in genere e numero con il soggetto, e si usano prevalentemente verbi perfettivi. Corrisponde quasi del tutto al trapassato prossimo italiano.
Esempio (чета, leggere):
| Piuccheperfetto | Piuccheperfetto | Piuccheperfetto | Piuccheperfetto | Piuccheperfetto | Piuccheperfetto | Piuccheperfetto | Piuccheperfetto | Piuccheperfetto | Piuccheperfetto |
| Numero          | 1° persona      | 1° persona      | 1° persona      | 2° persona      | 2° persona      | 2° persona      | 3° persona      | 3° persona      | 3° persona      |
| Numero          | Maschile        | Femminile       | Neutro          | Maschile        | Femminile       | Neutro          | Maschile        | Femminile       | Neutror         |
| --------------- | --------------- | --------------- | --------------- | --------------- | --------------- | --------------- | --------------- | --------------- | --------------- |
| Singolare       | бях чел         | бях чела        | бях чело        | бе(ше) чел      | бе(ше) чела     | бе(ше) чело     | бе(ше) чел      | бе(ше) чела     | бе(ше) чело     |
| Plurale         | бяхме чели      | бяхме чели      | бяхме чели      | бяхте чели      | бяхте чели      | бяхте чели      | бяха чели       | бяха чели       | бяха чели       |

Abbastanza raramente il piuccheperfetto può essere usato per indicare azioni accadute in un passato indefinito ma lontano nel tempo, specialmente in frasi che iniziano con "Una volta qualcuno aveva detto che...":
- Някой някога беше казал, че любовта ще спаси света. = "Una volta qualcuno aveva detto che l'amore salverà il mondo."

### Futuro
Il tempo futuro (бъдеще време, bădešte vreme) viene formato con la particella ще (derivata dall'antico verbo ща, "volere") ed il presente del verbo principale (ще si trova sempre prima delle forme presenti). Al contrario degli altri tempi la negazione non si esprime con la particella не, ma viene usata una costruzione няма да + il presente, sul modello di una perifrastica non ho da... Le forme con не esistono ma soltanto in poesia.
Esempio (чета, leggere):
| Futuro  | Futuro    | Futuro        | Futuro    | Futuro         |
| Persona | Numero    | Numero        | Numero    | Numero         |
| Persona | Singolare | Singolare     | Plurale   | Plurale        |
| Persona | Positivo  | Negativo      | Positivo  | Negativo       |
| ------- | --------- | ------------- | --------- | -------------- |
| 1°      | ще чета   | няма да чета  | ще четем  | няма да четем  |
| 2°      | ще четеш  | няма да четеш | ще четете | няма да четете |
| 3°      | ще чете   | няма да чете  | ще четат  | няма да четат  |

Il verbo съм possiede due forme di futuro. La prima, regolare, con le forme del presente, la seconda con una forma speciale di futuro, бъда. Quest'ultima viene maggiormente usata:
| Future Tense of съм | Future Tense of съм | Future Tense of съм | Future Tense of съм | Future Tense of съм | Future Tense of съм | Future Tense of съм | Future Tense of съм | Future Tense of съм |
| Persona             | Numero              | Numero              | Numero              | Numero              | Numero              | Numero              | Numero              | Numero              |
| Persona             | Singolare           | Singolare           | Singolare           | Singolare           | Plurale             | Plurale             | Plurale             | Plurale             |
| Persona             | Positivo            | Positivo            | Negativo            | Negativo            | Positivo            | Positivo            | Negativo            | Negativo            |
| ------------------- | ------------------- | ------------------- | ------------------- | ------------------- | ------------------- | ------------------- | ------------------- | ------------------- |
| 1°                  | ще съм              | ще бъда             | няма да съм         | няма да бъда        | ще сме              | ще бъдем            | няма да сме         | няма да бъдем       |
| 2°                  | ще си               | ще бъдеш            | няма да си          | няма да бъдеш       | ще сте              | ще бъдете           | няма да сте         | няма да бъдете      |
| 3°                  | ще е                | ще бъде             | няма да е           | няма да бъде        | ще са               | ще бъдат            | няма да са          | няма да бъдат       |

### Futuro anteriore
Il tempo futuro anteriore (бъдеще предварително време, bădešte predvaritelno vreme) esprime un'azione che avrà luogo prima di un'altra azione futura. Viene costruito con la particella ще, le forme presenti del verbo съм (o, molto raramente, con le forme di бъда) ed il participio aoristo attivo del verbo principale, accordato in genere e numero col soggetto. Per la negazione si usa la costruzione няма да al posto di ще.
Esempio (чета, leggere):
| Futuro anteriore | Futuro anteriore | Futuro anteriore | Futuro anteriore | Futuro anteriore | Futuro anteriore   | Futuro anteriore | Futuro anteriore | Futuro anteriore | Futuro anteriore    |
| Persona          | Genere           | Numero           | Numero           | Numero           | Numero             | Numero           | Numero           | Numero           | Numero              |
| Persona          | Genere           | Singolare        | Singolare        | Singolare        | Singolare          | Plurale          | Plurale          | Plurale          | Plurale             |
| Persona          | Genere           | Positivo         | Positivo         | Negativo         | Negativo           | Positivo         | Positivo         | Negativo         | Negativo            |
| ---------------- | ---------------- | ---------------- | ---------------- | ---------------- | ------------------ | ---------------- | ---------------- | ---------------- | ------------------- |
| 1°               | Maschile         | ще съм чел       | ще бъда чел      | няма да съм чел  | няма да бъда чел   | ще сме чели      | ще бъдем чели    | няма да сме чели | няма да бъдем чели  |
| 1°               | Femminile        | ще съм чела      | ще бъда чела     | няма да съм чела | няма да бъда чела  | ще сме чели      | ще бъдем чели    | няма да сме чели | няма да бъдем чели  |
| 1°               | Neutro           | ще съм чело      | ще бъда чело     | няма да съм чело | няма да бъда чело  | ще сме чели      | ще бъдем чели    | няма да сме чели | няма да бъдем чели  |
| 2°               | Maschile         | ще си чел        | ще бъдеш чел     | няма да си чел   | няма да бъдеш чел  | ще сте чели      | ще бъдете чели   | няма да сте чели | няма да бъдете чели |
| 2°               | Femminile        | ще си чела       | ще бъдеш чела    | няма да си чела  | няма да бъдеш чела | ще сте чели      | ще бъдете чели   | няма да сте чели | няма да бъдете чели |
| 2°               | Neutro           | ще си челo       | ще бъдеш челo    | няма да си челo  | няма да бъдеш челo | ще сте чели      | ще бъдете чели   | няма да сте чели | няма да бъдете чели |
| 3°               | Maschile         | ще е чел         | ще бъде чел      | няма да е чел    | няма да бъде чел   | ще са чели       | ще бъдат чели    | няма да са чели  | няма да бъдат чели  |
| 3°               | Femminile        | ще е чела        | ще бъде чела     | няма да е чела   | няма да бъде чела  | ще са чели       | ще бъдат чели    | няма да са чели  | няма да бъдат чели  |
| 3°               | Neutro           | ще е чело        | ще бъде чело     | няма да е чело   | няма да бъде чело  | ще са чели       | ще бъдат чели    | няма да са чели  | няма да бъдат чели  |

### Futuro nel passato
Il tempo futuro nel passato (бъдеще време в миналото, bădešte vreme v minaloto) esprime un'azione che è stata completata nel passato ma si trova nel futuro di un'altra azione passata. Corrisponde all'uso italiano del condizionale passato. Viene costruito con l'imperfetto del verbo ausiliare ща + la particella да ed il presente (generalmente perfettivo) del verbo principale. La negazione viene espressa con la costruzione нямаше да + le forme presenti.
Esempio (чета, leggere):
| Futuro nel passato | Futuro nel passato | Futuro nel passato | Futuro nel passato | Futuro nel passato |
| Persona            | Numero             | Numero             | Numero             | Numero             |
| Persona            | Singolare          | Singolare          | Plurale            | Plurale            |
| Persona            | Positivo           | Negativo           | Positivo           | Negativo           |
| ------------------ | ------------------ | ------------------ | ------------------ | ------------------ |
| 1°                 | щях да чета        | нямаше да чета     | щяхме да четем     | нямаше да четем    |
| 2°                 | щеше да четеш      | нямаше да четеш    | щяхте да четете    | нямаше да четете   |
| 3°                 | щеше да чете       | нямаше да чете     | щяха да четат      | нямаше да четат    |

Il verbo съм forma il futuro nel passato in due modi. Il primo con le forme del presente, mentre il secondo con le forme di бъда (щях да съм e щях да бъда). Quest'ultima forma è più usata.

### Futuro anteriore nel passato
Il tempo futuro anteriore nel passato (бъдеще предварително време в миналото', bădešte predvaritelno vreme v minaloto) esprime un'azione che è futura rispetto ad un'azione passata che è essa stessa precedente ad un'altra azione passata. Ha una valenza risultativa similarmente al perfetto. Si traduce difficilmente in italiano e viene generalmente resa con il condizionale passato, spesso accompagnato da parole come già. Si costruisce con l'imperfetto del verbo ausiliare ща + la particella да + il presente del verbo ausiliare съм + il participio aoristo attivo del verbo principale, accordato in genere e numero con il soggetto.
Esempio (чета, leggere):
| Futuro anteriore nel passato | Futuro anteriore nel passato | Futuro anteriore nel passato | Futuro anteriore nel passato | Futuro anteriore nel passato | Futuro anteriore nel passato |
| Persona                      | Genere                       | Numero                       | Numero                       | Numero                       | Numero                       |
| Persona                      | Genere                       | Singolare                    | Singolare                    | Plurale                      | Plurale                      |
| Persona                      | Genere                       | Positivo                     | Negativo                     | Positivo                     | Negativo                     |
| ---------------------------- | ---------------------------- | ---------------------------- | ---------------------------- | ---------------------------- | ---------------------------- |
| 1°                           | Maschile                     | щях да съм чел               | нямаше да съм чел            | щяхме да сме чели            | нямаше да сме чели           |
| 1°                           | Femminile                    | щях да съм чела              | нямаше да съм чела           | щяхме да сме чели            | нямаше да сме чели           |
| 1°                           | Neutro                       | щях да съм чело              | нямаше да съм чело           | щяхме да сме чели            | нямаше да сме чели           |
| 2°                           | Maschile                     | щеше да си чел               | нямаше да си чел             | щяхте да сте чели            | нямаше да сте чели           |
| 2°                           | Femminile                    | щеше да си чела              | нямаше да си чела            | щяхте да сте чели            | нямаше да сте чели           |
| 2°                           | Neutro                       | щеше да си челo              | нямаше да си челo            | щяхте да сте чели            | нямаше да сте чели           |
| 3°                           | Maschile                     | щеше да е чел                | нямаше да е чел              | щяха да са чели              | нямаше да са чели            |
| 3°                           | Femminile                    | щеше да е чела               | нямаше да е чела             | щяха да са чели              | нямаше да са чели            |
| 3°                           | Neutro                       | щеше да е чело               | нямаше да е чело             | щяха да са чели              | нямаше да са чели            |

## Voce
La voce grammaticale viene espletata in bulgaro non dal verbo ausiliare (come in italiano, io ho visto - Io sono visto), ma dal participio adottato, cioè o uno dei participi attivi (aoristo o imperfetto) o dal participio passato passivo; l'ausiliare rimane съм:
- Attivo - ударил съм... - Ho colpito...
- Passivo - ударен съм - Sono stato colpito

Inoltre il bulgaro possiede una forma di passivo costruito con la particella се, che corrisponde all'uso del "si passivante" italiano, anche se in bulgaro viene usata in una varietà di frasi più numerosa:
- Книгите се продават в книжарниците: "I libri si vendono nelle librerie".

Ma:
- Текстът се проведе от професора: "Il testo è stato tradotto dal professore", intercambiabile con la frase "Текстът е проведен от професора"

## Modo
Il modo in bulgaro viene espresso non attraverso le desinenze verbali, ma a seconda delle particelle ausiliari utilizzate: че (če) e да (da) (entrambe si traducono con che). I verbi rimangono inalterati. L'esistenza o no del congiuntivo come modo in bulgaro è discussa, proprio perché non possiede forme proprie ma dipende dalla presenza o no di да, e da molti viene considerato un normale indicativo:
- Indicativo - че
  - знам, че си тук - So che sei qui
- Congiuntivo - да
  - искам да си тук - Voglio che tu sia qui

Il modo renarrativo viene formato nello stesso modo del perfetto, ma con l'uso di un diverso participio in determinati tempi e con l'omissione dell'ausiliare alle terze persone:
- Perfetto - той е бил - egli è stato
- Renarrativo - той бил - (si dice che) egli è stato

L'imperativo possiede una propria coniugazione, generalmente aggiungendo -и/-ете o -ай/-айте al verbo a seconda della coniugazione:
- esempi: sedersi - сядам → сядай (imperfettivo) o седна → седни (perfettivo).

### Modo renarrativo
Il modo renarrativo ha cinque tempi distinti, che vengono usati per i nove tempi dell'indicativo. Ciò significa che alcuni tempi dell'indicativo condividono alcuni tempi del renarrativo. Tutti i tempi del renarrativo vengono formati con il presente del verbo ausiliare съм, che alla terza persona viene omesso.
- Renarrativo presente/imperfetto - съм + participio imperfetto attivo;
- Renarrativo aoristo - съм + participio aoristo attivo . Questa forma renarrativa è quasi identica al perfetto indicativo, la sola differenza sta nella terza persona, che non ha ausiliare (е/са);
- Renarrativo futuro - съм щял (in altre parole il perfetto del verbo ausiliare ща) + да + il presente. La negazione è espressa con la costruzione нямало да + il presente; copre anche la funzione di futuro anteriore.
- Renarrativo perfetto/piuccheperfetto - съм бил (perfetto di съм) + participio aoristo attivo;
- Renarrativo futuro nel passato - съм щял (perfetto di ща) + да съм + participio aoristo attivo. La negazione viene espressa dalla costruzione нямало да съм + participio aoristo attivo. Copre anche la funzione di futuro anteriore nel passato.

Tutte le forme participiali si accordano con il soggetto in genere e numero. .
| Modo renarrativo         | Modo renarrativo | Modo renarrativo | Modo renarrativo     | Modo renarrativo   | Modo renarrativo   | Modo renarrativo     | Modo renarrativo     | Modo renarrativo     |
| Tempo                    | Genere           | Genere           | Singolare            | Singolare          | Singolare          | Plurale              | Plurale              | Plurale              |
| Tempo                    | Genere           | Genere           | 1° persona           | 2° persona         | 3° persona         | 1° persona           | 2° persona           | 3° persona           |
| ------------------------ | ---------------- | ---------------- | -------------------- | ------------------ | ------------------ | -------------------- | -------------------- | -------------------- |
| Presente/Imperfetto      | masc.            | masc.            | четял съм            | четял си           | четял (е)          | четели сме           | четели сте           | четели (са)          |
| Presente/Imperfetto      | fem.             | fem.             | четяла съм           | четяла си          | четяла (е)         | четели сме           | четели сте           | четели (са)          |
| Presente/Imperfetto      | neut.            | neut.            | четяло съм           | четяло си          | четяло (е)         | четели сме           | четели сте           | четели (са)          |
| Aoristo                  | masc.            | masc.            | чел съм              | чел си             | чел (е)            | чели сме             | чели сте             | чели (са)            |
| Aoristo                  | fem.             | fem.             | чела съм             | чела си            | чела (е)           | чели сме             | чели сте             | чели (са)            |
| Aoristo                  | neut.            | neut.            | чело съм             | чело си            | чело (е)           | чели сме             | чели сте             | чели (са)            |
| Perfetto/Piuccheperfetto | masc.            | masc.            | бил съм чел          | бил си чел         | бил (е) чел        | били сме чели        | били сте чели        | били (са) чели       |
| Perfetto/Piuccheperfetto | fem.             | fem.             | била съм чела        | била си чела       | била (е) чела      | били сме чели        | били сте чели        | били (са) чели       |
| Perfetto/Piuccheperfetto | neut.            | neut.            | било съм чело        | било си чело       | било (е) чело      | били сме чели        | били сте чели        | били (са) чели       |
| Futuro                   | pos.             | masc.            | щял съм да чета      | щял си да четеш    | щял (е) да чете    | щели сме да четем    | щели сте да четете   | щели (са) да четат   |
| Futuro                   | pos.             | fem.             | щяла съм да чета     | щяла си да четеш   | щяла (е) да чете   | щели сме да четем    | щели сте да четете   | щели (са) да четат   |
| Futuro                   | pos.             | neut.            | щяло съм да чета     | щяло си да четеш   | щяло (е) да чете   | щели сме да четем    | щели сте да четете   | щели (са) да четат   |
| Futuro                   | neg.             | neg.             | нямало да чета       | нямало да четеш    | нямало да чете     | нямало да четем      | нямало да четете     | нямало да четат      |
| Futuro nel passato       | pos.             | masc.            | щял съм да съм чел   | щял си да си чел   | щял (е) да е чел   | щели сме да сме чели | щели сте да сте чели | щели (са) да са чели |
| Futuro nel passato       | pos.             | fem.             | щяла съм да съм чела | щяла си да си чела | щяла (е) да е чела | щели сме да сме чели | щели сте да сте чели | щели (са) да са чели |
| Futuro nel passato       | pos.             | neut.            | щяло съм да съм чело | щяло си да си чело | щяло (е) да е чело | щели сме да сме чели | щели сте да сте чели | щели (са) да са чели |
| Futuro nel passato       | neg.             | masc.            | нямало да съм чел    | нямало да си чел   | нямало да е чел    | нямало да сме чели   | нямало да сте чели   | нямало да са чели    |
| Futuro nel passato       | neg.             | fem.             | нямало да съм чела   | нямало да си чела  | нямало да е чела   | нямало да сме чели   | нямало да сте чели   | нямало да са чели    |
| Futuro nel passato       | neg.             | neut.            | нямало да съм чело   | нямало да си чело  | нямало да е чело   | нямало да сме чели   | нямало да сте чели   | нямало да са чели    |

## Participi

### Participio aoristo attivo
Il participio aoristo attivo (минало свършено деятелно причастие, minalo svăršeno dejatelno pričastie) viene usato per formare vari tempi del presente, del renarrativo e del condizionale, oltre che come aggettivo semplice. Si forma aggiungendo -л (la base del maschile indefinito) alla forma base dell'aoristo (prima persona singolare dell'aoristo senza la -х finale), anche se questa regola non vale per la 1ª coniugazione. Le forme indefinite per il femminile, il neutro ed il plurale prendono rispettivamente le desinenze -а, -о ed -и. Le forme definite aggiungono alla base indefinita gli articoli -ият/ия per il maschile, та per il femminile, то per il neutro e те per il plurale.